# Eslàvia friülana

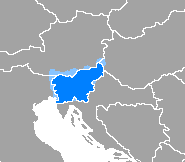
Àrees lingüísticament eslovenes

Eslàvia friülana (eslovè Beneška Slovenija o Benečija, friülès Sclavanie) és una petita regió muntanyenca (Prealps Orientals) al Friül oriental, que s'estén entre Cividale del Friuli (Čedad), Tarcento (Čenta) i Gemona del Friuli (Humin) al llarg de la frontera entre Itàlia i Eslovènia. Forma part de la província d'Udine a la regió de Friül-Venècia Júlia i és habitat per una significativa minoria eslovena.

## Municipis
Eslàvia friülana comprèn el territori dels municipis:
| Municipis                              | Habitants (2007) | Superfície (km²) |
| Drenchia (Dreka)                       | 162              | 13,28            |
| Grimacco (Garmak)                      | 427              | 14,5             |
| Pulfero (Podbonesec)                   | 1.095            | 48,03            |
| San Leonardo (Svet Lienart o Podutana) | 1.202            | 27,00            |
| San Pietro al Natisone (Špietar)       | 2.255            | 23,98            |
| Savogna (Sauodnja)                     | 535              | 22,11            |
| Stregna (Srednje)                      | 430              | 19,70            |
| Lusevera (Bardo)                       | 749              | 52,00            |
| Taipana (Tipána)                       | 715              | 65,00            |
|                                        |                  |                  |
| Total                                  | 7.570            | 285,60           |

Les localitats de Breginj i Livek al municipi de Kobarid, històricament formen part de la regió, però actualment són a Eslovènia. Altre consideren que també formen part de la regió Attimis, Faedis, Nimis, Prepotto i Torreano. Molt freqüentement, per raons culturals, llingüístiques i geografiques, la Vall de Resia també es considera com a part integrant de la Eslàvia friulana tot i que no hi pertany històricament.

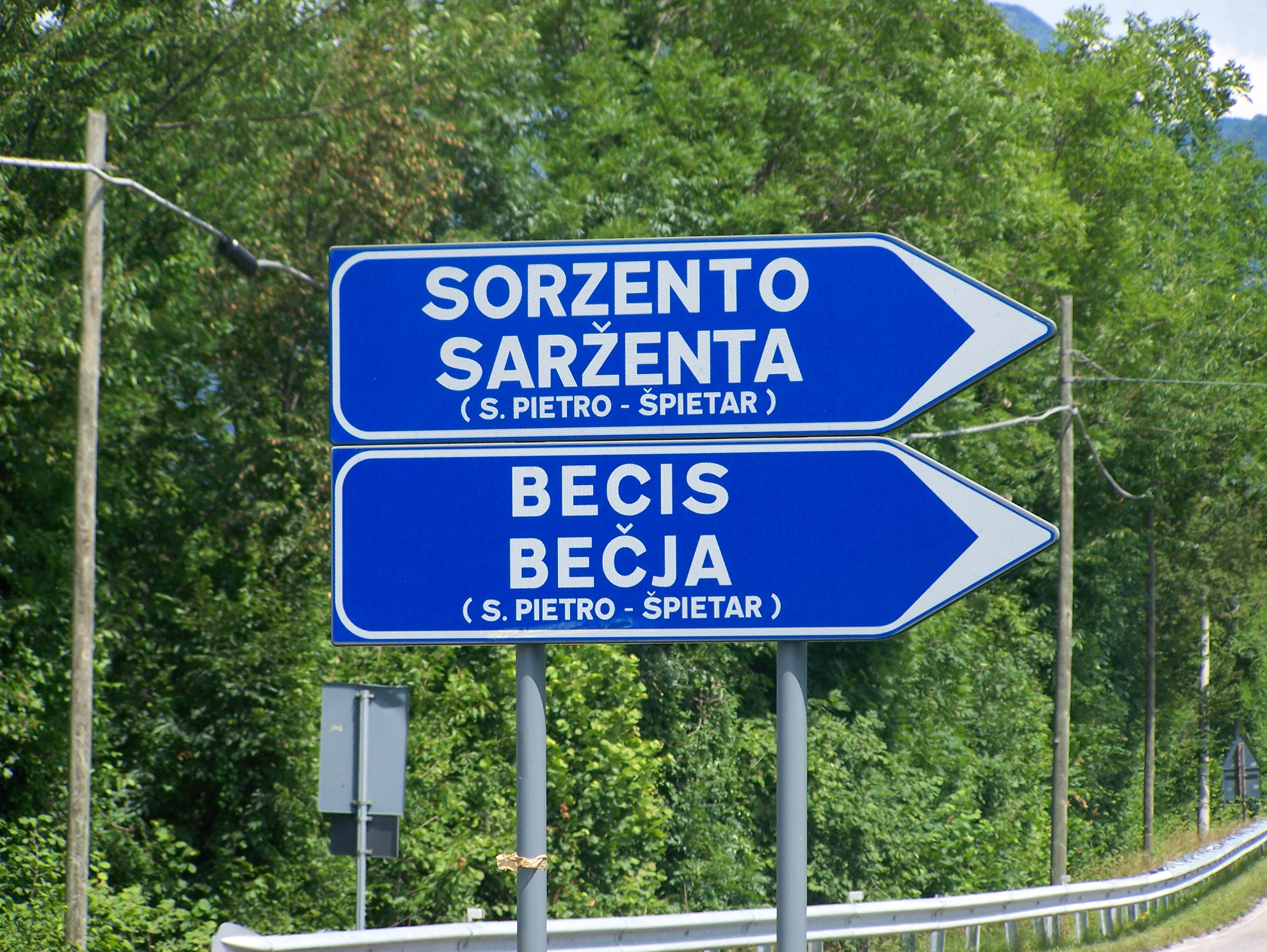
Senyalització bilingüe a San Pietro al Natisone

## Personatges il·lustres
- Claudio Bordon, entrenador de futbol
- Paolo Miano, futbolista
- Carlo Podrecca, garibaldí, autor de La Slavia italiana (1884)
- Graziano Podrecca, fotògraf
- Guido Podrecca, periodista, director del satíric L'Asino
- Stefano Podrecca, oncòleg
- Vittorio Podrecca, titellaire
- Peter Podreka, poeta i escriptor
- Rudi Šimac, polític i historiador
- Jožef Školč, polític
- Ivan Trinko, sacerdot, escriptor i traductor
- Natalino Božo Zuanella, sacerdot, historiador i escriptor
- Paolo Petricig, fundador de l'Escola Bilingüe de San Pietro al Natisone.